# Kirsten Hansteen
Kirsten Hansteen, née le 5 janvier 1903 à Lyngen (Norvège) et morte le 17 novembre 1974, est une femme politique norvégienne membre du Parti communiste.
Elle est la première femme à devenir membre d'un gouvernement norvégien, en tant que ministre consultative au ministère des Affaires sociales, en 1945.

## Biographie
Kirsten Hansteen est née à Lyngen, dans le comté de Troms, en Norvège. Ses parents étaient Ole Christian Strøm Moe (1866-1907) et Gerda Sophie Landmark (1871-1934). Son père meurt alors qu'elle n'a que quatre ans et sa mère déménage avec ses cinq enfants à Kristiania (aujourd'hui Oslo). Elle passe l'examen artium en 1921 et étudie ensuite l'allemand et le norvégien à l'université d'Oslo.
En 1930, elle épouse l'avocat Viggo Hansteen (1900-1941), qui est exécuté en 1941 pendant l'occupation de la Norvège par l'Allemagne nazie. Elle édite le journal de résistance clandestine et féministe Kvinnefronten (Le front des femmes) pendant l'occupation allemande.
Après la libération de la Norvège à la fin de la Seconde Guerre mondiale, elle cofonde la revue Kvinnen og Tiden avec Henriette Bie Lorentzen (1911-2001). Lorentzen et Hansteen sont corédactrices en chef de cette revue publiée de décembre 1945 à 1955. Kirsten Hansteen est également membre du Parlement norvégien, élue dans le comté d'Akershus, en tant que représentante du Parti communiste norvégien de 1945 à 1949. Entre le 25 juillet et le 5 novembre 1945, elle est ministre consultative au ministère des Affaires sociales, dans le gouvernement du Premier ministre Einar Gerhardsen, ce qui fait d'elle la première femme membre d'un gouvernement en Norvège (la première femme ministre de plein exercice sera Aaslaug Aasland en 1948). 
À partir de 1959, elle travaille à l'université d'Oslo en tant que bibliothécaire, jusqu'à sa retraite en 1970. Elle est décédée le 17 novembre 1974 à Oslo.

### Sources
- (en) Cet article est partiellement ou en totalité issu de l’article de Wikipédia en anglais intitulé « Kirsten Hansteen » (voir la liste des auteurs).